# Tropicotingis
Tropicotingis is een geslacht van wantsen uit de familie van de Tingidae (Netwantsen). Het geslacht werd voor het eerst wetenschappelijk beschreven door Duarte Rodrigues in 1981.

## Soorten
Het genus is monotypisch en bevat alleen de volgende soort:

- Tropicotingis schmitzi Duarte Rodrigues, 1981